# Résolution 177 du Conseil de sécurité des Nations unies
Membres permanents
- Chine (Taïwan)
- États-Unis
- France
- Royaume-Uni
- URSS

Membres non permanents
- Chili
- Ghana
- Irlande
- Roumanie
- RAU
- Venezuela

Résolution no 176 Résolution no 178
La Résolution 177 est une résolution du Conseil de sécurité de l'ONU votée le 15 octobre 1962 lors de la 1021e séance du Conseil de sécurité concernant  l'Ouganda et qui recommande à l'Assemblée générale des Nations unies d'admettre ce pays comme nouveau membre.

## Vote
La résolution est approuvée à l'unanimité.

## Contexte historique
En 1888, la partie à l'Est du Kenya est donné à l’Imperial British East Africa Company. C'est une compagnie commerciale à chartes. L’arrangement est renforcé en 1890 par un accord Anglo-Germanique qui confirme la domination britannique sur le Kenya et l’Ouganda. Le fort coût de l’occupation du territoire contraint la compagnie à abandonner la gestion de l’Ouganda en 1893. Le fonctionnement administratif est alors confié à un Commissioner Britannique. C’est finalement en 1894 que le royaume du Buganda signe un traité avec les représentants de l'Empire britannique. Un second traité est signé en 1900. IL est connu sous le nom d'Agreement. Le Buganda et les royaumes subordonnés deviennent officiellement un protectorat britannique. Le pays est unifié sous le nom d'Uganda. 
Le 9 octobre 1962, lors de son indépendance, l'Ouganda voit se poser, de manière aiguë, le problème des structures politiques. La solution retenue, exprimée dans la première Constitution, est de type fédéral - elle associe les quatre anciens royaumes - mais le Buganda maintient sa prépondérance jusque dans le nom du nouvel État, l'Ouganda, pays des Bagandas. Le roi Mutesa II en devient le président à vie. Cependant, Milton Obote, fondateur, en 1960, du Congrès du peuple ougandais, (UPC), l'Uganda People's Congress, devient Premier ministre. L'UPC, à l'image de son dirigeant, est le parti des populations nilotiques du Nord, opposées à la domination économique et politique du Bouganda et, donc, favorable à la centralisation. Dès lors, les tensions entre le Nord nilotique et le Sud bantou s'exacerbent. (issu de l'article Histoire de l'Ouganda).
À la suite de cette résolution ce pays est admis à l'ONU le 25 octobre 1962 ,.

## Texte
- Résolution 177 Sur fr.wikisource.org
- Résolution 177 Sur en.wikisource.org